# Savant River
Der Savant River ist ein rechter Nebenfluss des Pashkokogan River im Nordwesten des Thunder Bay District in der kanadischen Provinz Ontario.
Der Savant River bildet den Abfluss des Savant Lake. Er verlässt diesen an dessen nördlichem Ende und fließt anfangs 10 km in nördlicher, später in nordöstlicher Richtung durch die seenreiche Landschaft des Kanadischen Schildes. Dabei weist er zahlreiche seenartige Flussverbreiterungen auf, darunter der Jabez Lake. Im Velos Lake fließt ihm der Little Savant River von Osten kommend zu. Anschließend fließt der Savant River nach Westen zum McCrea Lake und verlässt diesen in nördlicher Richtung. Schließlich erreicht der Savant River das Südufer des East Pashkokogan Lake, der mit dem weiter westlich gelegenen Pashkokogan Lake verbunden ist. Letzterer wird vom Pashkokogan River nach Norden zum Albany River durchflossen. Das Gefälle auf der 57 km langen Fließstrecke des Savant River beträgt lediglich 10 m.